# Annie Cesar
Annie Cesar (* 26. April 1997 in Bad Krozingen) ist eine deutsche Volleyball- und Beachvolleyballspielerin. In der Halle wurde sie als Libera mit Allianz MTV Stuttgart deutsche Meisterin und erreichte zweimal das Pokalfinale. Von 2020 bis 2024 spielte sie bei den Ladies in Black Aachen und wurde in der Zeit zur Nationalspielerin.

## Karriere
Cesar begann ihre Karriere beim TB Bad Krozingen. Während dieser Zeit spielte Cesar zwei Jahre für den VfR Umkirch in der Regionalliga. In der Saison 2015/16 und 2016/17 spielte sie als Außenangreiferin mit der zweiten Mannschaft von Allianz MTV Stuttgart in der Zweiten Bundesliga Süd. Seit 2017 spielt sie als Libera in der Bundesliga-Mannschaft. In der Saison 2017/18 erreichte sie mit der Mannschaft das Halbfinale im DVV-Pokal und wurde im Playoff-Finale gegen den Schweriner SC. In der folgenden Saison unterlag sie im Pokalfinale ebenfalls gegen Schwerin, wurde aber später gegen denselben Gegner
deutsche Meisterin 2019. Im DVV-Pokal 2019/20 stand sie mit Stuttgart erneut im Finale, das gegen den Dresdner SC verloren ging. Beim Saisonabbruch der Bundesliga belegte Stuttgart den zweiten Tabellenplatz.
2020 wechselte die Libera zum Ligakonkurrenten Ladies in Black Aachen. Mit Aachen erreichte sie im DVV-Pokal 2020/21 das Viertelfinale und unterlag als Tabellenachte der Bundesliga-Hauptrunde im Playoff-Viertelfinale gegen den Dresdner SC. In der Saison 2021/22 schieden die Ladies bereits im Pokal-Achtelfinale aus und mussten sich als Tabellensechster im Playoff-Viertelfinale gegen den SC Potsdam geschlagen geben. 2022/23 erreichte Aachen das Halbfinale im DVV-Pokal, verpasste aber anschließend als Tabellenneunter der Bundesliga-Hauptrunde die Playoffs. Im Mai 2023 gab die Libera ihr Debüt in der deutschen Nationalmannschaft. Bei der Europameisterschaft 2023 kam sie mit dem DVV-Team ins Achtelfinale. In der Saison 2023/24 kamen die Ladies in Black ins Pokal-Viertelfinale gegen Allianz MTV Stuttgart. In der Bundesliga mussten sie als Tabellenletzter der Zwischenrunde erneut auf die Playoffs verzichten. Nach der Saison wechselte Cesar in die neue US-Profiliga zu LOVB Omaha.
Im Beachvolleyball spielte Cesar ihre ersten Turniere ab 2010 mit Svenja Hoffmann. Von 2013 bis 2016 gewann sie mit Leonie Klinke nacheinander die deutschen Meisterschaften der U17 bis U20. 2017 spielte sie u. a. mit Karolin Reich. Bei der Techniker Beach Tour 2018 schaffte sie mit Julika Hoffmann in Düsseldorf und Nürnberg jeweils die Qualifikation fürs Hauptfeld und erreichte den 13. Platz.